# Aujargues
Aujargues är en kommun i departementet Gard i regionen Occitanien i södra Frankrike. Kommunen ligger i kantonen Sommières som tillhör arrondissementet Nîmes. År 2022 hade Aujargues 769 invånare.

## Befolkningsutveckling
Antalet invånare i kommunen Aujargues
Referens:INSEE